# Oberempfenbach
Oberempfenbach ist ein Gemeindeteil der Stadt Mainburg im niederbayerischen Landkreis Kelheim. Bis zum 31. Dezember 1977 bildete es eine selbstständige Gemeinde.

## Lage
Das Pfarrdorf Oberempfenbach liegt in der Hallertau etwa fünf Kilometer westlich von Mainburg nahe der Ausfahrt Mainburg der Autobahn A93.

## Geschichte
Ein Heinricus de Emphembach wird urkundlich erwähnt, als Parteigänger Heinrichs des Löwen und in einer Tempelherrenurkunde des Jahres 1167. Von seinem vermutlich befestigten Sitz in Ober- oder Unterempfenbach ist nichts erhalten. Die Pfarrkirche St. Andreas ist im Kern mittelalterlich und wurde im 18. Jahrhundert barockisiert, ebenso wie die Kirche St. Ulrich in Unterempfenbach.
Am 1. Januar 1978 wurde im Zuge der Gebietsreform in Bayern die durch das Gemeindeedikt 1818 begründete Gemeinde Oberempfenbach mit den zugehörigen Orten Gschwellberg, Gschwellhof, Marzill, Ried, Unterempfenbach und  Wolfertshausen in die Stadt Mainburg eingegliedert.

## Sehenswürdigkeiten in der Gemarkung Oberempfenbach
- St. Andreas in Oberempfenbach
- St. Ulrich in Unterempfenbach